# Азаева, Червон Али кызы
Червон Али кызы Азаева (азерб. Çervon Əli qızı Azayeva; 10 марта 1928, Джеватский уезд — 30 декабря 2006, Али-Байрамлы) — советский азербайджанский хлопковод, Герой Социалистического Труда (1948).

## Биография
Родилась 10 марта 1928 года в селе Чел Бешдели Джеватского уезда Азербайджанской ССР (ныне — в Сабирабадском районе).
Окончила Бакинский мелиорационный техникум и в 1971 году Азербайджанский государственный сельскохозяйственный институт имени Агамали оглы.
Начала трудовую деятельность по окончании средней школы, в 1942 году, колхозницей на колхозе «Советский Азербайджан» Али-Байрамлинского (позже Сабирабадского) района. С 1946 года звеньевая, с 1951 года председатель управленческого совета, с 1954 года председатель колхоза «Советский Азербайджан». Работая в колхозе, показала себя смелой, умелой мастерицей хлопка, любила свою работу и любила познавать все новые секреты хлопководства. В пятой пятилетке колхоз под руководством Азаевой стремился перевыполнить планы, выставленные пленумами ЦК Компартии. В 1947 году получила урожай египетского хлопка в 60,5 центнера с гектара на площади 4 гектара. В 1976 году в колхозе «Советский Азербайджан» получен рекордный урожай хлопка — 1226 тонн, в 1977 году в колхоз закуплено 7 хлопкоуборочных машин, а государству продано около 1300 тонн хлопка.
Указом Президиума Верховного Совета СССР от 19 мая 1948 года за получение высоких урожаев хлопка в 1947 году Азаевой Червон Али кызы присвоено звание Героя Социалистического Труда с вручением ордена Ленина и золотой медали «Серп и Молот».
Активно участвовала в общественной жизни Азербайджана. Член КПСС с 1950 года. Депутат Верховного Совета Азербайджанской ССР 4-го, 6-го и 7-го созывов. Являлась членом бюро Али-Байрамлинского, а позже и Сабирабадского райкомов партии.
В 2002 году удостоена Персональной стипендии Президента Азербайджанской Республики.
Скончалась 30 декабря 2006 года в городе Али-Байрамлы.